# Jaroslav Falta (1903)

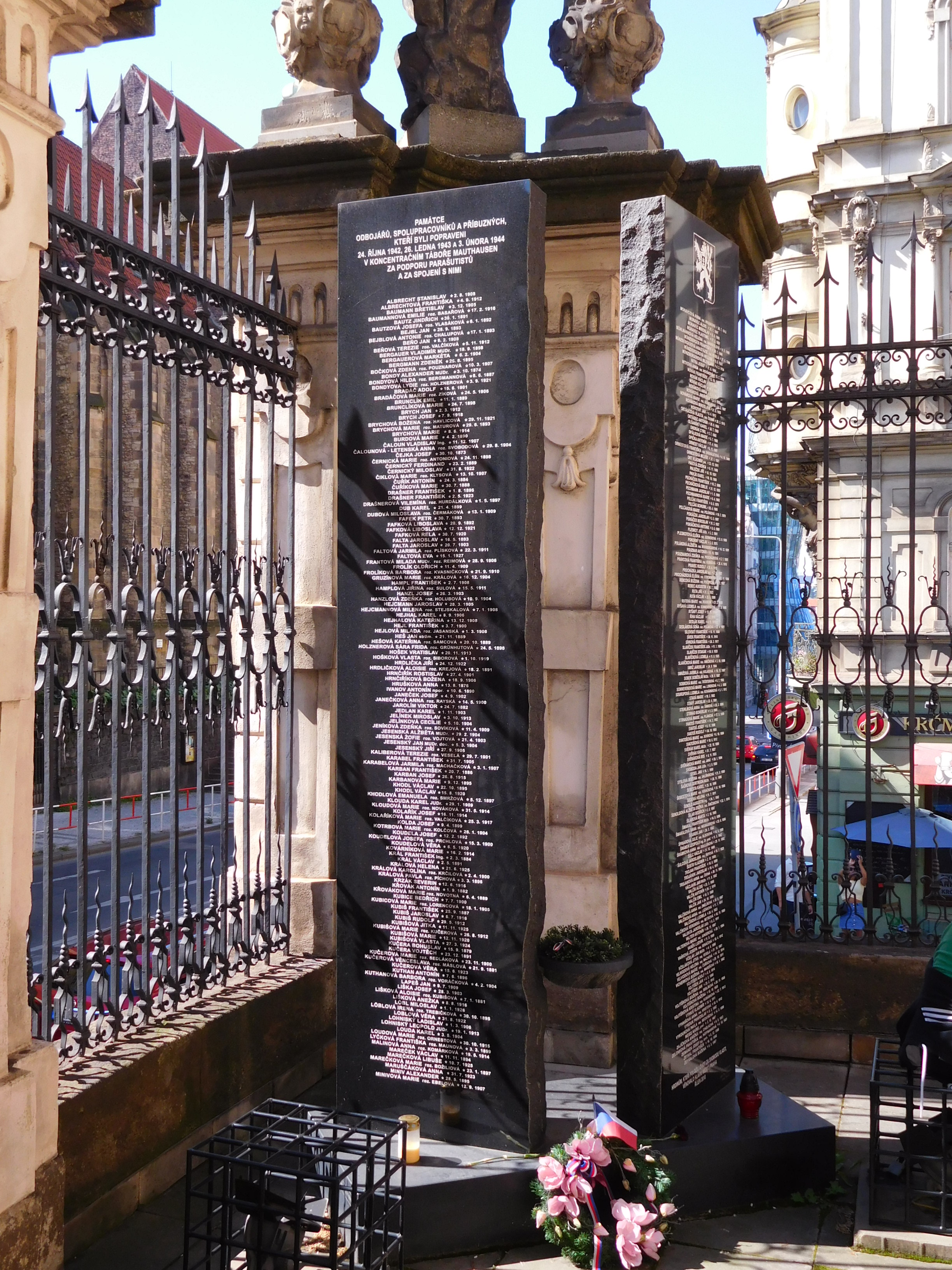
Pomník odbojářům popraveným a umučeným v souvislostí s operací Anthropoid (Resslova ulice)

Jaroslav Falta (20. července 1903 Batňovice – 24. října 1942 koncentrační tábor Mauthausen) byl učitelem na Měšťanské škole v České Skalici, sokolským činovníkem a odbojářem, který za protektorátu spolupracoval s odbojovou skupinou S21B.

## Život

### Rodinné poměry, studium a počátky odborné kariéry
Jaroslav Falta se narodil 20. července 1903 v Batňovicích do rodiny Josefa Falty a jeho ženy Boženy Faltové. Po absolvování studia (s vyznamenáním) na učitelském ústavu v Hradci Králové v letech 1918 až 1922 získal (10. června 1922) způsobilost vyučovat na obecných školách. Později (28. června 1925) mu byla přiznána učitelské odbornost II. stupně pro školy měšťanské a poté (30. listopadu 1925) dosáhl na odbornost III. stupně, která jej opravňovala k výuce odborných předmětů. Ve funkci zastupujícího učitele působil tři roky v pohraničí ve Slatině nad Úpou (a poté jeden měsíc v Dolních Bludovicích). Po absolvování povinné vojenské prezenční služby pracoval v Hořičkách ve funkci zastupujícího odborného učitele. V roce 1935 byl jmenován zatímním ředitelem. Do České Skalice učit převážně přírodopis a matematiku jako definitivní odborný učitel na obecné dívčí škole odešel Jaroslav Falta v roce 1936.

### Vlastní rodina
S učitelkou Hedvikou Rotterovou (po sňatku Faltovou) se Jaroslav oženil v roce 1928 a v roce 1930 se manželům Faltovým narodila dcera Hedvika Faltová mladší (1930–1944) a o pět let později pak přišel na svět syn Jaroslav Falta mladší (* 30. března 1935). Po narození syna Jaroslava ale jeho matka Hedvika 6. dubna 1935 zemřela. Po smrti manželky Hedviky se Jaroslav podruhé oženil a jeho druhou manželkou se stala učitelka Božena Knappová (po sňatku přijala jeho příjmení, tedy Faltová).
Jaroslav Falta byl mužem mnoha dobrovolných funkcí, kterým se věnoval ve svém volném čase: byl pokladním osvětové komise, náčelníkem Sokola ve Slatině nad Úpou a poté v České Skalici, vykonával také funkci náčelníka VIII. okrsku župy Podkrkonošské–Jiráskovy.

### Protektorát

#### Odbojová činnost
Za protektorátu se Jaroslav Falta zapojil do domácího protiněmeckého sokolského odboje v odbojové skupině S21B působící v oblasti Jestřebích hor, která vznikla z radikální sokolské skupiny Jindra a  podporovala parašutisty výsadku Silver A.

#### Zatčení
Po útoku na Reinharda Heydricha v Praze (27. května 1942) se gestapu při následném zátahu na české odbojáře podařilo odhalit a rozbít mnoho ilegálních protiněmeckých skupin. Vzhledem k tomu, že členové těchto skupin byli zatčeni během stanného práva, mnoho z nich bylo krátce nato popraveno. Poté, co byla odbojová skupina S21B prozrazena a její členové byli postupně zatýkáni, přišel Jaroslava Faltu 3. července 1942 v Mečově také zatknout český četník. Jaroslav tam tou dobou pracoval „na senách“ u strýce a četníkem nabízenou možnost útěku zavrhl, neboť si byl vědom, že by tím ohrozil svoji rodinu a stejně by si na dlouho tímto činem nepomohl. Jeho zadržení proběhlo v době, kdy bylo právě ukončeno (odvoláno) druhé stanné právo (27. května 1942 – 3. července 1942) a tím pádem Falta unikl okamžité popravě.

#### Věznění, ...
Jaroslav Falta byl nejprve držen ve věznici gestapa v Hradci Králové a v Praze. Dne 29. září 1942 byl odsouzen v nepřítomnosti stanným soudem v Praze k trestu smrti. Do policejní věznice v Malé pevnosti Terezín byl přemístěn 10. října 1942 a odtud pak byl hromadným transportem s ostatními pomocníky (podporovateli) a příbuznými parašutistů deportován 22. října 1942 do koncentračního tábora Mauthausen. Tam transport dorazil 23. října 1942 a následujícího dne (24. října 1942) byl Jan Falta v 16.06 hodin zavražděn střelou z malorážní pistole do týla v odstřelovacím koutě mauthausenského „bunkru“ při fiktivní lékařské prohlídce.

## Vyznamenání a ocenění
- Po skončení druhé světové války byl Jaroslav Falta vyznamenán (in memoriam) Československým válečným křížem.[3][4][5]
- V rámci uznání jeho mimořádných zásluh o Československou republiku byl dne 14. června 1948 Zemskou školní radou v Praze posmrtně jmenován definitivním ředitelem měšťanské školy dívčí v České Skalici.[3][4][5]
- Na Faltův okrsek byl na jeho počest přejmenován VIII. sokolský okrsek Podkrkonošské župy Jiráskovy.[3][4][5]

## Připomínky
- Jeho jméno (Falta Jaroslav *20.7.1903) je uvedeno na pomníku při pravoslavném chrámu svatého Cyrila a Metoděje (adresa: Praha 2, Resslova 9a). Pomník byl odhalen 26. ledna 2011 a je součástí Národního památníku obětí heydrichiády.[1][2][9]
- Jeho jméno (JAROSLAV FALTA) je uvedeno na pamětní desce věnované obětem 2. světové války, která se nachází v České Skalici na fasádě domu na Husově náměstí 52.[10]
- Na hřbitově v Rychnově nad Kněžnou se nachází kenotaf věnovaný Jaroslavu Faltovi, na symbolickém náhrobku je nápis: JAROSLAV FALTA IN MEMORIAM / *20.7.1903, UMUČEN V MAUTHAUSENU 24.10.1942[11]
- Při příležitosti Památného dne sokolstva (8. října 2021) byl učiteli Jaroslavu Faltovi slavnostně odhalen u základní školy na náměstí v České Skalici kámen zmizelých (Stoplperstein).[5][12]